# Dumenza
Dumenza là một đô thị ở tỉnh Varese trong vùng Lombardia, có cự ly khoảng 70 ki-lô-mét (43 mi) về phía tây bắc của Milan và khoảng 25 ki-lô-mét (16 mi) về phía bắc của Varese, on the border with Thụy Sĩ. Tại thời điểm ngày 31/12/2004, đô thị này có dân số 1.376 người và diện tích là 18,5 km².
Đô thị Dumenza có các frazioni (đơn vị trực thuộc, chủ yếu là các làng) Runo, Due Cossani, Stivigliano, và Trezzino.
Dumenza giáp các đô thị: Agra, Astano (Thụy Sĩ), Curiglia con Monteviasco, Luino, Maccagno, Miglieglia (Thụy Sĩ), Monteggio (Thụy Sĩ), Novaggio (Thụy Sĩ), Sessa (Thụy Sĩ), Veddasca.